# Luc Lefebvre
Pour les articles homonymes, voir Lefebvre.
Luc Lefebvre né à Montréal est un animateur de radio, et annonceur québécois. Il a animé l'émission du matin de CIME-FM 103,9 et 101,3 plus de 17 ans.
Il est reconnu comme étant un des matiniers de la radio de la grande région des Laurentides ayant plus de vingt-cinq ans d'animation radiophonique à son actif. Il a animé, en carrière, plus de 6000 émissions aux heures de grande écoute.
Il commence sa carrière d'animateur à CKML Mont-Laurier en juin 1983. Dès le début, il anime l'émission du matin. Il poursuit ensuite son métier à la station CKSM Shawinigan de 1984 à 1987 à l'animation de l'émission de fin d'après-midi. Il devient aussi annonceur à la télévision de Trois-Rivières au même moment. En septembre 1987, il se joint à l'équipe de Jean-Pierre Coallier à la station de radio CIME-FM 99,5 de Sainte-Adèle. Il se taille une place de choix auprès des animateurs Guy Godin et Danielle Ouimet. Il prend la barre de l'animation de l'émission du matin l'année suivante.
Il agit aussi comme directeur de la programmation de CIME-FM de 1992 à 2004. Il travaille alors aux côtés de Jean-Pierre Coallier notamment au changement de fréquence de diffusion de CIME, et à l'établissement d'une nouvelle fréquence de diffusion dans les hautes-Laurentides, le 101,3 FM.
En 2007, après une pause de trois ans, il revient à l'animation de l'émission matinale de CIME-FM, la radio des Laurentides.
On lui doit aussi de nombreuses publicités, narrations et chroniques diffusées dans plusieurs médias au cours des dernières années.